# São João da Ponta
São João da Ponta là một đô thị thuộc bang Pará, Brasil. Đô thị này có diện tích 195,987 km², dân số năm 2007 là 4715 người, mật độ 24,06 người/km².